# Кислица треугольная
Кислица треугольная (лат. Oxalis triangularis) — вид многолетних травянистых растений, рода Кислица (Oxalis), семейства Кисличные (Oxalidaceae), произрастающий на территории Южной Америки. 
Листья кислицы треугольной формы и обладают способностью двигаться в зависимости от уровня освещенности. Они открываются при ярком свете (днем) и закрываются при слабом освещении (ночью). Это движение не связано с ростом растения, а происходит из-за изменений тургорного давления в клетках у основания листа. Такое движение является примером фотонастии. 
Растение обычно выращивают как комнатное растение, но оно также может быть выращено на открытом воздухе, предпочтительно в месте с легкой тенью.

## Название
Родовое латинское (научное) название oxalis происходит от др.-греч. ὀξύς, oxús, что означает «острый», «едкий» или «кислый». Растение широко используется в пищу из-за своего кислого вкуса, вызванного присутствием щавелевой кислоты.
Видовой латинский эпитет triangularis переводится как — «треугольный».

## Описание
Травянистое растение, достигающее высоты до 30 см. Оно имеет длинные и тонкие черешки. Листья имеют тройчатосложную форму, состоят из трех частей треугольной формы. Цветки могут быть белыми, розовыми или фиолетовыми. Это растение не выносит заморозков и обычно выращивается в контейнерах или как комнатное растение.

## Распространение

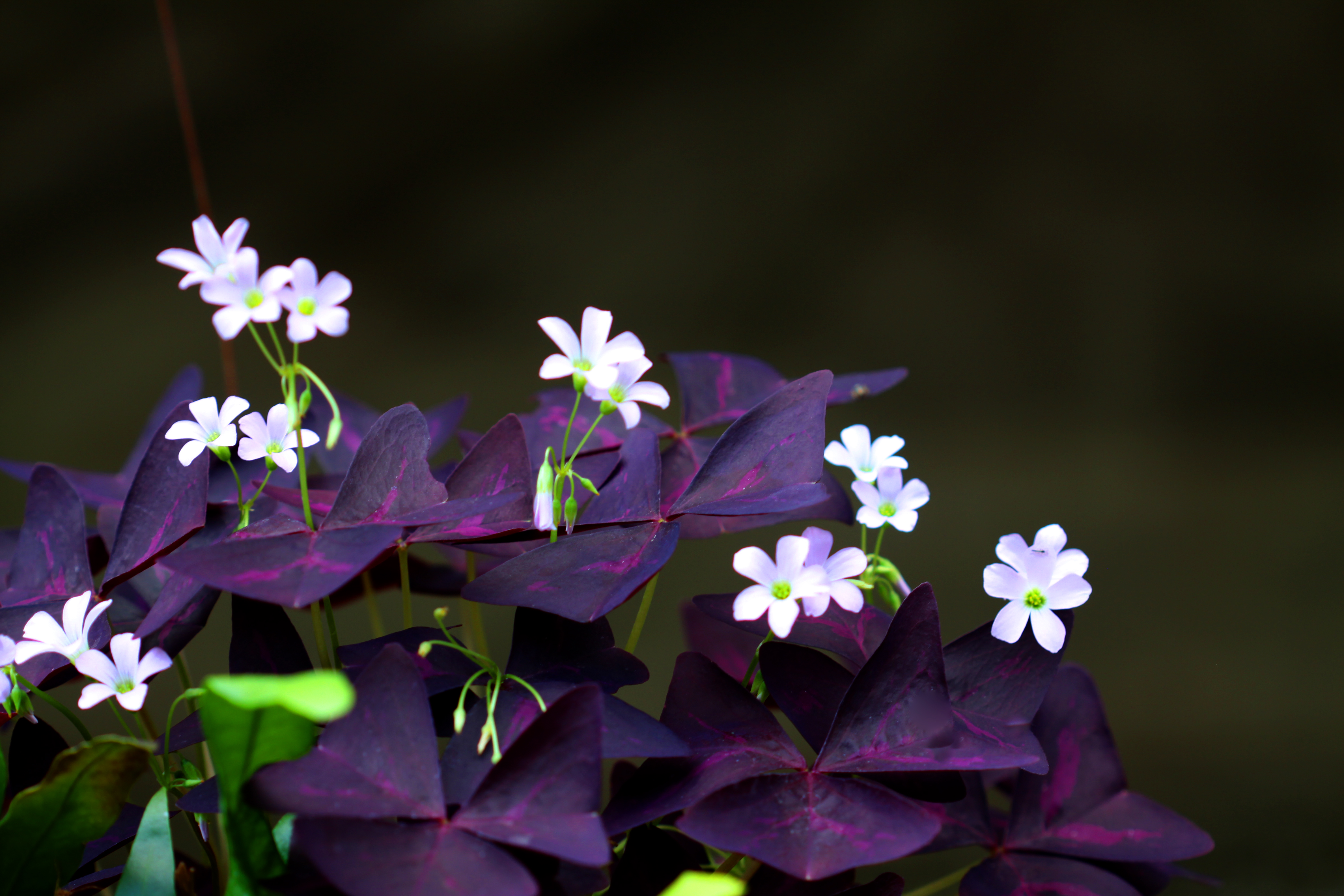
Цветки

Природный ареал находится в Южной Америке и включает в себя страны: Аргентина, Боливия, Бразилия, Парагвай и Перу. Это клубневой геофит, который в основном произрастает в сезонно засушливых тропических биомах.

## Таксономия
Oxalis triangularis A.St.-Hil., первое упоминание в Fl. Bras. Merid. 1: 128 (1825).

### Синонимы
Гомотипные (основанные на одном и том же номенклатурном типе):
- Acetosella triangularis (A.St.-Hil.) Kuntze (1891)

Гетеротипные (основанные на разных номенклатурных типах):
- Acetosella oxyptera (Progel) Kuntze (1891)
- Acetosella papilionacea (Hoffmanns. ex Zucc.) Kuntze (1891)
- Acetosella regnellii (Miq.) Kuntze (1891)
- Acetosella yapacaniensis (K.Schum.) Kuntze (1898)
- Oxalis catharinensis N.E.Br. (1887)
- Oxalis corumbaensis Hoehne (1915)
- Oxalis delta Vell. (1829)
- Oxalis glaberrima Norlind (1926)
- Oxalis oxyptera Progel (1877)
- Oxalis palustris A.St.-Hil. (1825)
- Oxalis palustris var. major A.St.-Hil. (1825)
- Oxalis papilionacea Hoffmanns. ex Zucc. (1823-1824 publ. 1825)
- Oxalis regnellii Miq. (1849)
- Oxalis regnellii var. catharinensis (N.E.Br.) Norlind (1915)
- Oxalis tenuiscaposa R.Knuth (1915)
- Oxalis triangularis f. glabrifolia Chodat (1902)
- Oxalis triangularis var. lepida Progel (1879)
- Oxalis triangularis subsp. papilionacea (Hoffmanns. ex Zucc.) Lourteig (1983)
- Oxalis truncata Willd. ex Zucc. (1823-1824 publ. 1825)
- Oxalis venturiana R.Knuth (1927)
- Oxalis vernalis Fredr. ex Norlind (1915)
- Oxalis yapacaniensis K.Schum. (1898)